# 桑娜·兰科萨里
桑娜·兰科萨里（芬蘭語：Sanna Lankosaari，1978年8月20日—），生于凯米，芬兰女子冰球运动员。她曾代表芬兰国家队参加1998年冬季奥林匹克运动会冰球比赛，获得一枚铜牌。